# Liste der Schweizer Botschafter in Österreich
Liste der Schweizer Botschafter in Österreich.
Bei der Gründung des modernen Bundesstaates Schweiz 1848 wurde die Gesandtschaften in Paris und Wien aus der Schweizerische Eidgenossenschaft (1813–1848) übernommen. Bis 1866 wurde die Gesandtschaft in Wien von einem Geschäftsträger a. i. geleitet. Ab 1866 trugen die Missionschefs den Titel Schweizer Gesandter.
Von 1848 bis 1918 war der Missionschef in Wien für ganz Österreich-Ungarn zuständig. Nach dem Zerfall der Doppelmonarchie 1918 reduzierte sich die Zuständigkeit auf die Republik Österreich, wobei er zwischen 1920 und 1938 auch in Ungarn akkreditiert war. Als Folge des Anschlusses von Österreich an das nationalsozialistische Deutsche Reich wurde die Gesandtschaft 1938 zum Generalkonsulat umgewandelt. 1946 wurde wieder eine Gesandtschaft in Wien errichtet, die 1957 schließlich zu einer Botschaft umgewandelt wurde.
Zwischen 1995 und 1996 war der Missionschef auch in Bosnien-Herzegowina, zwischen 1997 und 1999 in der Slowakei und zwischen 1990 und 2001 auch beim Heiligen Stuhl akkreditiert.

## Missionschefs

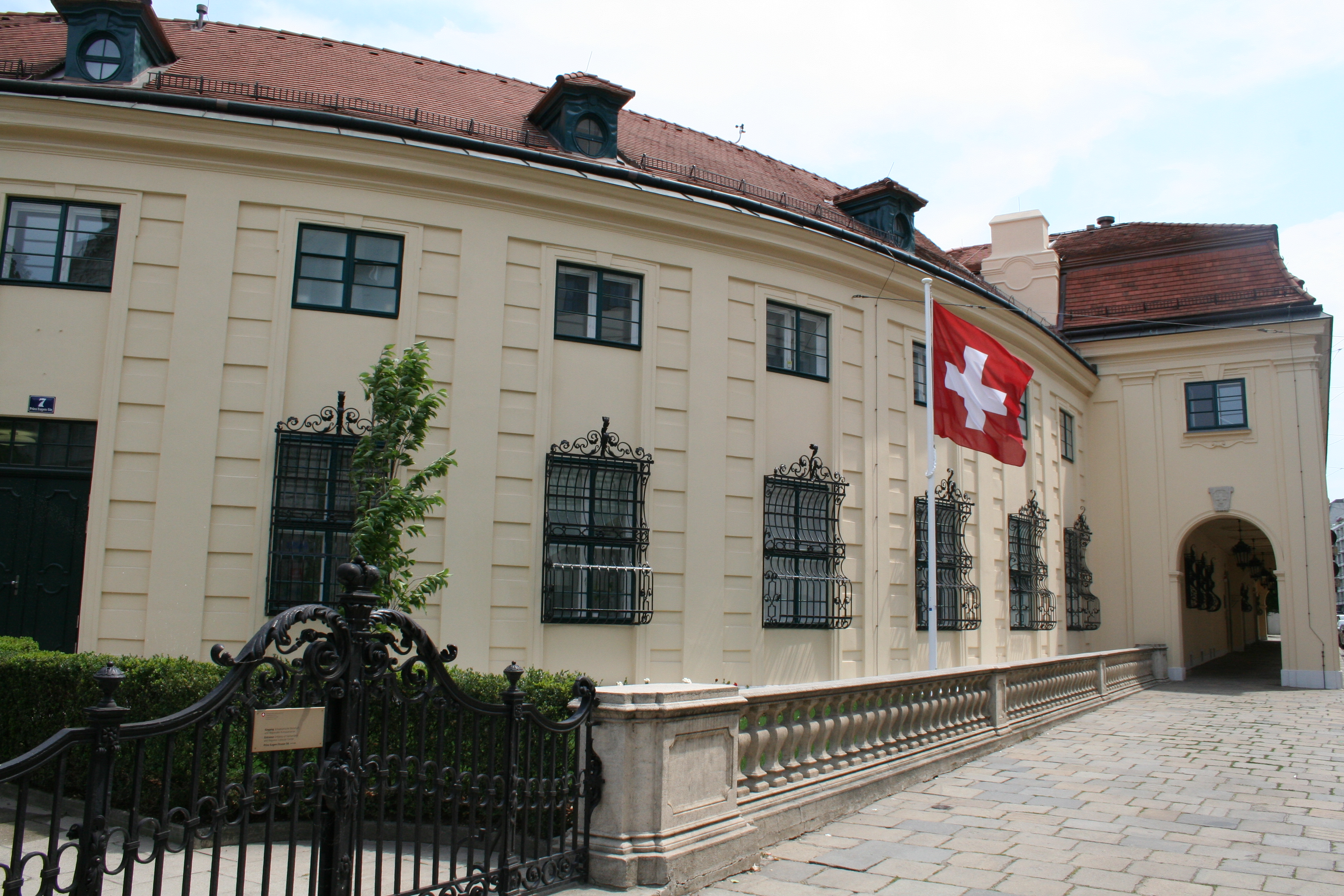
Schweizerische Botschaft in Wien, Prinz Eugen-Strasse 9a, im 3. Wiener Gemeindebezirk Landstrasse

| Schweizerische Missionschefs in Wien | Schweizerische Missionschefs in Wien                      | Schweizerische Missionschefs in Wien |
| Amtsbeginn                           | Name                                                      | Amtsende                             |
| ------------------------------------ | --------------------------------------------------------- | ------------------------------------ |
| 18. Oktober 1848                     | Ludwig Eduard Steiger (1818–1866) – Geschäftsträger a. i. | 21. Juni 1866                        |
| 24. September 1866                   | Johann Jakob von Tschudi (1818–1889) – Gesandter          | 30. April 1883                       |
| 18. April 1883                       | Arnold Otto Aepli (1816–1897)                             | 31. Oktober 1893                     |
| 24. November 1893                    | Alfred de Claparède (1842–1922)                           | 30. Juni 1904                        |
| 8. Juli 1904                         | Fernand du Martheray (1860–1910)                          | 22. Mai 1910                         |
| 11. Oktober 1910                     | Joseph Choffat (1866–1939)                                | 31. Dezember 1914                    |
| 12. Januar 1915                      | Charles-Daniel Bourcart (1860–1940)                       | 31. Dezember 1924                    |
| 11. April 1925                       | Maximilian Jaeger (1884–1958)                             | 18. März 1938                        |
|                                      |                                                           |                                      |
| 28. Oktober 1946                     | Peter Anton Feldscher (1889–1979)                         | 15. Mai 1955                         |
| 24. April 1955                       | Reinhard Hohl (1893–1975)                                 | 18. Juni 1957                        |
| 18. Juni 1957                        | Reinhard Hohl (1893–1975) – Botschafter                   | 1958                                 |
| 1959                                 | Beat von Fischer (1901–1984)                              | 1963                                 |
| 22. März 1964                        | Alfred Martin Escher (1906–1980)                          | 29. Februar 1972                     |
| 8. April 1972                        | Oscar Rossetti (1912–1996)                                | 14. Dezember 1975                    |
| 6. Januar 1976                       | René Keller (1914–1997)                                   | 29. November 1979                    |
| 2. Dezember 1979                     | Jürg Andreas Iselin (1920–2012)                           | 31. Juli 1985                        |
| 9. September 1985                    | Jean-Pierre Ritter (1931–2000)                            | 16. Dezember 1990                    |
| 17. Dezember 1990                    | François Pictet (1929–)                                   | 30. Juli 1994                        |
| 7. Oktober 1994                      | Adolf Lacher (1935–2013)                                  | 31. Januar 1999                      |
| 11. März 1999                        | Claudio Caratsch (1936–2020)                              | 30. April 2001                       |
| 26. Juli 2001                        | Johann Bucher (* 1942)                                    | 5. November 2006                     |
| 6. November 2006                     | Oscar Knapp (* 1948)                                      | 2010                                 |
| 27. September 2010                   | Urs Breiter (* 1953)                                      | 11. August 2014                      |
| 2. Oktober 2014                      | Christoph Bubb (* 1952)                                   | Oktober 2017                         |
| November 2017                        | Walter Haffner (* 1958)                                   | November 2022                        |
| Dezember 2022                        | Salome Meyer (* 1972)                                     |                                      |